# Гідроксилапатит

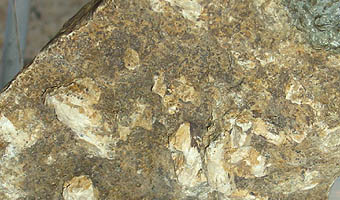
Гідроксилапатит.

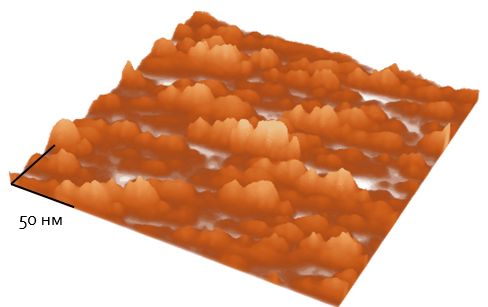
Поверхня гідроксиапатиту кальцію, отримана на сканувальному зондовому мікроскопі

Гідроксилапатит — різновид апатиту, в якому серед додаткових аніонів переважає гідроксил. Є основою кісток (близько 50 % загальної маси кістки) та зубів (96 % емалі).

## Загальний опис
Формула — Са5[OH(PO4)3]. Склад у %: СаО — 44,14; Р2О5 — 40,26; Н2О — 2,87. Домішки: SrO, Na2O, FeO, MnO.
Сингонія гексагональна.
Густина 3,07.
Твердість 5.
Колір білий, восково-жовтий, зелений.
Зустрічається в талько-хлоритових сланцях, але родовищ не утворює.

## Різновиди
Розрізняють:
- гідроксилапатит карбонатистий (апатит вуглецевий);
- гідроксилапатит марганцевистий (відміна гідроксилапатиту, в якій двовалентний марганець заміщує кальцій; Mn: Ca = 1:7,7);
- гідроксилапатит свинцевий (гідроксил-піроморфіт);
- гідроксилапатит флуористий (флуорапатит гідроксилистий);
- гідроксилапатит хлористий (відміна гідроксилапатиту, в якій частина гідроксилу заміщена хлором).

## Біологічні функції

### Гідроксилапатит в ремінералізації зубної емалі
Ремінералізація зубної емалі включає повторне введення мінеральних іонів в демінералізовану емаль. Гідроксилапатит є основним мінеральним компонентом емалі зубів. Під час демінералізації з гідроксилапатита витягуються іони кальцію та фосфору. Мінеральні іони, що вводяться під час ремінералізації, відновлюють структуру кристалів гідроксилапатиту.

## Використання в стоматології
Станом на 2019 рік, використання гідроксилапатиту або ж його синтетично виготовленої форми, наногідроксилапатиту, поки не є загальноприйнятою практкою. Деякі дослідження показують, що він корисний для протидії гіперчутливості зубів, запобігаючи чутливості після процедур відбілювання зубів, запобігає виникненню карієсу.

### Чутливість дентину
Наногідроксилапатит володіє біоактивними компонентами, які можуть викликати процес мінералізації зубів, зменшення гіперчутливості. Вважається, що гіперчутливість зубів регулюється рідиною в дентинових трубочках. Рух цієї рідини під дією різних стимулів збуджує клітини рецепторів в пульпі і викликає відчуття болю. Фізичні властивості наногідроксилапатиту дозволяють йому проникати в трубочки, зупиняти циркуляцію рідини і, як наслідок, відчуття болю від стимулів. Слід надавати перевагу використанню наногідроксиапатиту, оскільки він паралельний до природного процесу ремінералізації поверхні.